# Philippe Bugalski
Philippe Bugalski (França, 12 de Junho de 1963 - 10 de Agosto de 2012) foi um piloto de ralis. Competiu no Campeonato Mundial de Rali (WRC).

## Carreira
Em meados da década de 1990 foi uma escolha forta por parte da equipa da Citroën, juntamente com o companheiro de equipa Jesús Puras. Contudo, a marca francesa tornou-se famosa no Grupo A ao ter pilotos como Sébastien Loeb, acabando por ser quase sempre o 3º piloto da equipa.
As suas melhores prestações foram no Rali da Córsega, mas igualmente com potencial no Rali de San Remo, no Rali de Monte Carlo e no Rali da Catalunha. Desde que transitou do Grupo A para o WRC, tem tido uma luta constante para se manter e merecer o respeito da equipa da Citroën no Mundial, sendo um piloto bastante sólido.
Na temporada de 2003, abandonou os rallies de forma oficial.
Morreu a 10 de Agosto de 2012, sucumbindo a ferimentos causados por uma queda de uma árvore.

### Vitórias no WRC
| # | Evento                                 | Temporada | Co-piloto          | Carro                 |
| - | -------------------------------------- | --------- | ------------------ | --------------------- |
| 1 | 35º Rallye Catalunya-Costa Brava       | 1999      | Jean-Paul Chiaroni | Citroën Xsara Kit Car |
| 2 | 43ème Tour de Corse - Rallye de France | 1999      | Jean-Paul Chiaroni | Citroën Xsara Kit Car |